# Perspektif
Perspektif, in deutscher Sprache auch ‚Perspektive‘ genannt, ist ein türkischsprachiges Nachrichten- und Debattenmagazin, das monatlich in Europa veröffentlicht wird. Die Zeitschrift hat eine Auflage von 12.500 und wird herausgegeben von: Islamische Gemeinschaft Millî Görüş (IGMG).

## Geschichte
Die Zeitschrift erscheint seit 1995, wobei bis heute einige Namensänderungen vorgenommen wurden. Perspektif wird in der Regel monatlich veröffentlicht, teilweise erscheint auch eine Ausgabe für zwei Monate (Bsp.: Juni/August und September/Oktober 2014). Bis September 2012 wurden auch die Gemeinschaftsnachrichten der IGMG teilweise darin veröffentlicht. Mit der Gründung der Verbandszeitschrift Camia am 5. Oktober 2012 wurde die gemeinschaftsinterne Berichterstattung auf diese verlagert. Somit gewann Perspektif vielmehr Züge eines Newsweek-Magazins.
Bis Dezember 2011 wurde die Zeitschrift sowohl auf Deutsch, als auch auf Türkisch zweisprachig veröffentlicht. Seit Januar 2012 erscheint sie nur auf Türkisch.
Tabelle der Namensänderungen 
| Zeitraum       | Titel                                                                                    | Ort: Verleger      | Nummer  |
| -------------- | ---------------------------------------------------------------------------------------- | ------------------ | ------- |
| 1995           | Monatliche Zeitschrift der Avrupa Millî Görüş Teşkilatları (AMGT)                        | Köln : AMGT Bülten | 1–3     |
| 1995           | Perspektive: monatliche Zeitschrift der Avrupa Millî Görüş Teşkilatları (AMGT)           | Köln : AMGT Bülten | 4–6     |
| 1995–2004      | Millî Görüş-Perspektive: monatliche Zeitschrift der Islamischen Gemeinschaft Millî Görüş | Köln: IGMG         | 25–120  |
| 2005–2008      | IGMG-Perspektive: monatliche Zeitschrift der Islamischen Gemeinschaft Millî Görüş        | Köln: IGMG         | 121–168 |
| 2009–2012      | Perspektif: monatliche Zeitschrift der İslam Toplumu Millî Görüş                         | Köln: IGMG         | 169–214 |
| September 2012 | Perspektif: monatliches Nachrichten- und Debatten Magazin                                | Köln: IGMG         | 215–    |

## Inhalte
Rubriken sind:
| Rubriken der Zeitschrift | Übersetzung         |
| ------------------------ | ------------------- |
| İçindekiler              | Inhaltsverzeichnis  |
| Basında Öne Çıkanlar     | Aus der Presse      |
| Okuyucu Mektupları       | Leserbriefe         |
| Gündem                   | Tagesordnung/Agenda |
| Dosya                    | Dossier             |
| Dünya                    | Welt                |
| Kültür                   | Kultur              |
| Tarih                    | Geschichte          |
| Söyleşi                  | Interview           |
| Ümmet Mozaiği            | Mosaik der Umma     |
| 1 Soru/3 Cevap           | 1 Frage/3 Antworten |
| Portre                   | Porträt             |

Die Zeitschrift befasst sich unter der Rubrik „Aktuelles“ vor allem mit Themen, die für Muslime relevant sind. Im Tagungsband „Freiheit, Islam und Extremismus“ des Verfassungsschutzes und des LKA Brandenburg (2007) beschreibt Professor Werner Schiffauer die Zeitschrift Perspektif als ein Korrektiv, „in dem starke Kritik am klassischen Islamismus geäußert werde.“